# سكوت ويلر (صحفي)
سكوت ويلر (بالإنجليزية: Scott Wheeler)‏ هو صحفي أمريكي، ولد في 1 فبراير 1963.